# 查尔斯·格林 (雪车运动员)
查尔斯·帕特里克·格林（英語：Charles Patrick Green，1914年3月30日—1999年3月10日），生于南非彼得马里茨堡，英国男子雪车运动员。他曾代表英国参加1936年冬季奥林匹克运动会雪车比赛，获得男子四人铜牌。